# Kari Lake
Pour les articles homonymes, voir Lake.
Kari Ann Lake, née le 23 août 1969, est une femme politique d'extrême droite et ancienne présentatrice de journal télévisé américaine.
Débutant sa carrière médiatique dans les années 1990, Kari Lake est la présentatrice de la chaîne de télévision Phoenix KSAZ-TV de 1999 à 2021. Elle démissionne de son rôle de présentatrice peu de temps avant d'annoncer sa candidature aux élections au poste de gouverneur de l'Arizona en 2022.
Elle remporte l'investiture républicaine avec le soutien de l'ancien président Donald Trump. Sa campagne est marquée par diverses controverses, notamment la promotion de fausses affirmations selon lesquelles Trump aurait remporté l'élection présidentielle de 2020 et l'appel à l'emprisonnement de ceux qui ont accepté la défaite de Trump, y compris son adversaire démocrate, la secrétaire d'État de l'Arizona, Katie Hobbs.
Kari Lake perd l'élection contre Hobbs, mais elle refuse de la concéder et lance plusieurs actions en justice pour tenter de faire annuler les résultats, se déclarant elle-même la gagnante. Toutes ses poursuites sont rejetées par les tribunaux.

## Biographie

### Carrière politique
Kari Lake rejoint le Parti républicain en janvier 1995. En 2004, elle soutient financièrement la candidature de John Kerry, candidat démocrate à l'élection présidentielle, alors qu'elle est encore membre du Parti républicain. Elle quitte le parti en novembre 2006. Elle rejoint le Parti démocrate lorsque Barack Obama est investi pour la candidature à l'élection présidentielle de 2008. Elle quitte le parti en janvier 2012 pour rejoindre à nouveau le Parti républicain, lorsque Barack Obama se présente en vue d'un deuxième mandat.
En juin 2021, Kari Lake annonce sa candidature au poste de gouverneur de l'Arizona lors des élections de 2022 en tant que républicaine. Sa campagne est soutenue par l'ancien président Donald Trump. Elle remporte l'investiture républicaine lors de la primaire d'août. Selon Libération, elle est « la nouvelle figure de proue de la frange la plus radicale du Parti républicain ». Son investiture a été aidée par le Parti démocrate par souci de stratégie politique. Lors de l'élection générale, elle affronte la démocrate, secrétaire d’État de l'Arizona sortante, Katie Hobbs. À l'issue d'un scrutin serré, elle est défaite par son adversaire,. Refusant de reconnaître ce résultat, elle évoque des « fraudes » et saisit la justice, réclamant l’inversion des résultats de l'élection. Sa demande est rejetée.
Certains de ses adversaires de gauche la comparent à un « Trump en jupon » et est considérée par les médias comme une possible colistière de l'ancien président républicain pour l’élection présidentielle de 2024.
En octobre 2023, Kari Lake annonce sa candidature dans l'Arizona pour les élections sénatoriales de 2024. En juillet 2024, elle remporte la nomination du Parti républicain face au shérif du comté de Pinal, Mark Lamb (en), avec moins de marge que prévu. Lors de l'élection générale du 5 novembre 2024, elle est battue par le candidat démocrate Ruben Gallego.
En mars 2025, elle est nommée administratrice de l’agence gouvernementale chargée des médias publics, l’USAGM. Celle-ci est l’autorité de tutelle de VOA (Voice of America). En août 2025, elle est sous enquête fédérale pour mauvais usage de fonds afin d'écarter des employés de VOA.

### Carrière télévisuelle
Elle rejoint la chaîne de télévision KSAZ-TV, antenne locale de Fox News à Phoenix (Arizona) en 1999. Elle prend sa retraite de son rôle de présentatrice au début de 2021.

## Ligne politique
Durant son passage au Parti démocrate, Kari Lake est partisane d'idées progressistes. Elle est alors anti-armes.
En 2022, elle est contre l'interruption volontaire de grossesse, décrivant l'avortement comme « le péché ultime », contre l'immigration, contre les droits LGBT et opposée aux restrictions liées à la pandémie de Covid-19. Elle conteste les résultats de l'élection présidentielle de 2020 en Arizona. Devenue pro-armes, elle assure que si elle devenait gouverneure, elle ne « reconnaîtrait pas » les lois fédérales sur les armes à feu. Elle est classée à l'extrême droite,,.